# Sporobolus disjunctus
Sporobolus disjunctus är en gräsart som beskrevs av Bryan Kenneth Simon. Sporobolus disjunctus ingår i släktet droppgräs, och familjen gräs. Inga underarter finns listade i Catalogue of Life.